# Virgilio (Italia)
Virgilio es una localidad y excomune italiana de la provincia de Mantua, región de Lombardía, con 11.141 habitantes. Actualmente está integrada con Borgoforte en la nueva comune de Borgo Virgilio.
Su nombre refiere al poeta romano Virgilio, que habría nacido en la aldea de Andes, existente anteriormente en ese lugar.

## Evolución demográfica
| Gráfica de evolución demográfica de Virgilio entre 1861 y 2001 |
|                                                                |
| Fuente ISTAT - elaboración gráfica de Wikipedia                |